# إقليم اشتوكة أيت باها
إقليم اشتوكة أيت باها إقليم تابع لجهة سوس ماسة. يضم 102 371 نسمة، حسب الإحصاء العام للسكان والسكنى لسنة 2014م.

## التقسيم الإداري
يضم إقليم اشتوكة أيت باها جماعتين حضريتين و20 جماعة قروية:

### الجماعات الحضرية
- بيوڭرى
- أيت باها

### الجماعات القروية
| - جماعة إداوكنظيف - جماعة إمي مقورن - جماعة إنشادن - جماعة أوكنز - جماعة آيت اعميرة - جماعة آيت مزال - جماعة آيت ميلك - جماعة أيت وادريم - جماعة بلفاع - جماعة تاركة نتوشكة | - جماعة تسكدلت - جماعة تنالت - جماعة تيزي نتاكوشت - جماعة سيدي بوسحاب - جماعة سيدي بيبي - جماعة سيدي عبد الله البوشواري - جماعة سيدي وساي - جماعة ماسة - جماعة هلالة - جماعة وادي الصفاء |  |

## عامل الإقليم
| عامل الإقليم                  | السنوات |
| ----------------------------- | ------- |
| جمال خلوق {2017/07 - إلى الأن |         |
| ناجي ابهاي {2016/03 - 2017/07 |         |

## وصلات خارجية
- الصفحة الرسمية للمجلس الإقليمي لاشتوكة أيت باها على فايسبوك